# 杜厦
杜厦（1947年—），北京人，中华人民共和国企业家，天津家世界集团创始人、董事长，曾位列2004年福布斯中国富豪榜第8名。

## 生平
1982年毕业于南京大学经济系。曾任南开大学经济研究所副教授。
1988年下海经商。1994年建立了天津市第一所寄宿制私立学校克瑞斯小学。 1996年12月组建了全国首家专门经营建筑装饰材料的大型仓储式自选超市。1997年创办百货连锁超市。1998年投资建造了36洞的天津杨柳青高尔夫球场。
2007年捐资3000万元人民币帮助南京大学建设仙林校区图书馆，南京大学将此图书馆命名为“杜厦图书馆”。 